# Cometa Catalina

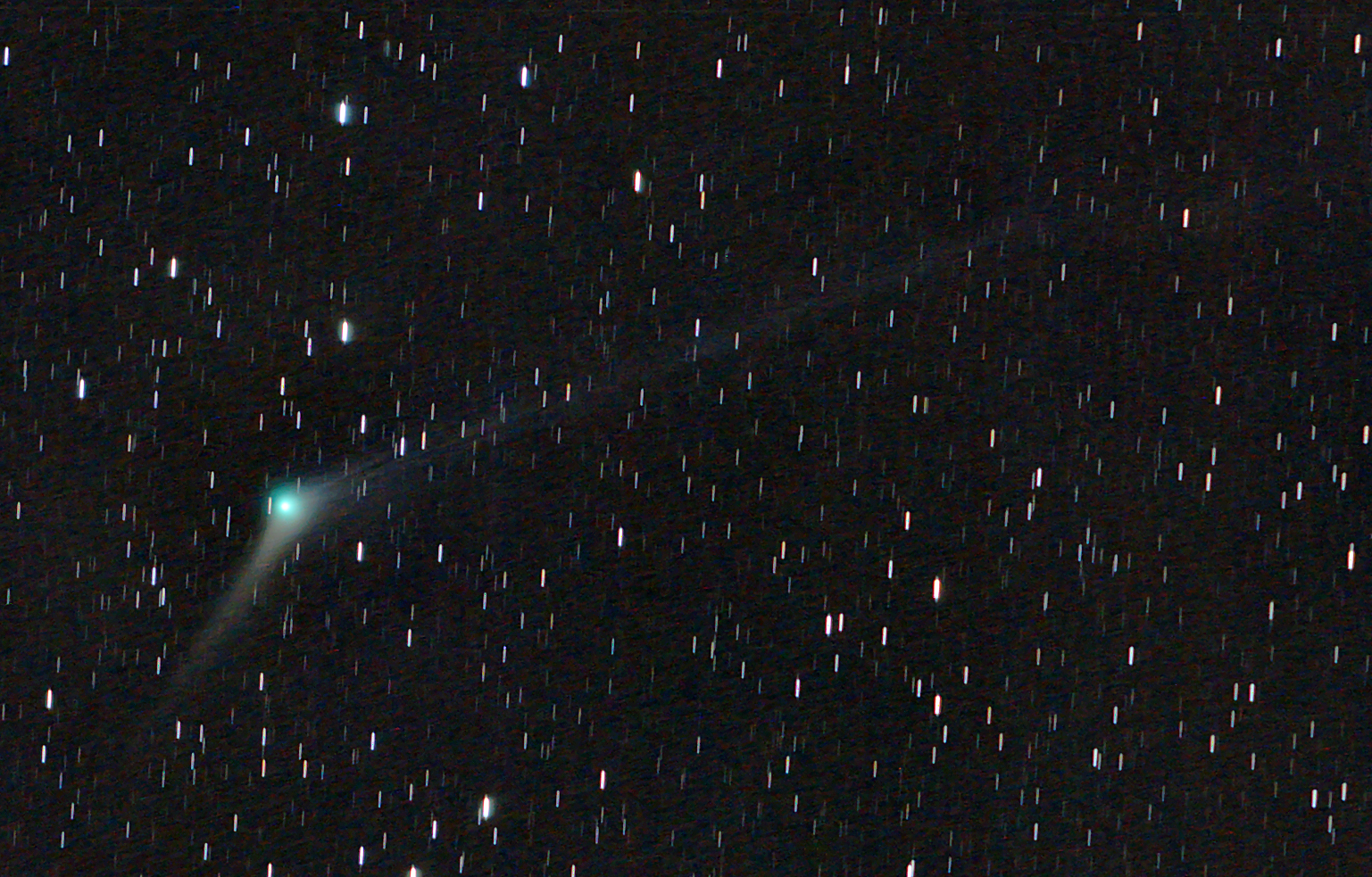
Fotografia del cometa Catalina C/2013 US10

C/2013 US10 (Catalina) és un cometa que prové del Núvol d'Oort descobert el 31 d'octubre de 2013 pel programa de rastreig d'asteroides Catalina Sky Survey a una magnitud aparent de 19 utilitzant un telescopi Schmidt-Cassegrain. En setembre de 2015 el cometa tenia una magnitud aparent de 6.
Quan fou descobert el 31 d'octubre de 2013 s'usaren observacions d'un altre objecte del 12 de setembre 2013 per a la determinació preliminar de la seua òrbita. Com a resultat d'aquest fet s'obtingué una solució incorrecta que suggerí un període orbital de només 6 anys. Per al 6 de novembre de 2013 un arc d'observació més llarg (del 14 d'agost al 4 de novembre) va fer evident que la primera solució es referia a l'objecte equivocat del 12 de setembre.

A principis de maig de 2015, la magnitud aparent del cometa fou de 12 i la seua elongació era de 60 graus del Sol mentre es desplaçava més por l'hemisferi sud. El cometa va arribar a conjunció solar el 6 de novembre de 2015, quan la seua magnitud fou de 6. El cometa va arribar al periheli (el punt més pròxim al Sol) el 15 de novembre de 2015 a una distància de 0,82 ua del Sol. En el periheli tenia una velocitat de 46,4 km/s respecte al Sol, que és lleugerament superior a la velocitat d'escapament del Sol a eixa mateixa distància. Va creuar l'equador celeste el 17 de desembre de 2015 passant a l'hemisferi nord. El 17 de gener de 2016 el cometa estarà a 0,72 UA (108 milions de quilòmetres) de la Terra i es trobarà en la constel·lació de l'Ossa Major amb una magnitud de 6.
Catalina és un cometa especial i molt interessant des del punt de vista astronòmic per diversos motius. És un cometa dinàmicament nou, ja que residia en Núvol d'Oort (un núvol esfèric que envolta el sistema solar a una distància aproximada d'un any llum del Sol) i que, a causa d'una "empenta gravitatòria” produïda pel pas d'alguna estrella pròxima, es va precipitar al sistema solar interior. És un rodamón que porta dins de si informació de la gènesi del nostre sistema solar. Només disposem de dos mesos per a intentar conèixer-lo.
Abans d'entrar en la regió planetària (època 1950), C/2013 US10 tenia un període orbital d'uns quants milions d'anys. Després de sortir de la regió planetària (època 2050) es trobarà en una trajectòria d'ejecció.